# 79360 Sila-Nunam
79360 Sila-Nunam este o planetă minoră (Cubewano) din Obiect transneptunian. A fost descoperită pe 3 februarie 1997 la Mauna Kea Observatories⁠(d) de Jun Chen⁠(d) și a fost numită după Silap Inua⁠(d). 
Obiectul prezintă o orbită caracterizată de o semiaxă mare de 43,824858946981 de UAi, o excentricitate de 0,016536, o înclinație de 2,2435206313934 ° în raport cu ecliptica.